# Aramon blanc
L'aramon blanc B est un cépage d'origine française de raisins blancs. L'aramon blanc Best une variante de l'aramon N comme l'aramon gris G.

## Origine et répartition géographique
Le cépage est cultivé  principalement dans le vignoble du Languedoc-Roussillon. Il ne restait plus qu'une dizaine d'hectares en 1994.
Contrairement à la variate rouge, il n'a pas été exporté.

## Caractères ampélographiques
- Extrémité du jeune rameau duveteux.
- Jeune feuilles aranéeuses, bullées, jaunâtres sur les bosselures
- Feuilles adultes, à 3 lobes (rarement à 5 lobes) avec  un sinus pétiolaire en V, dents anguleuses, étroites, en 2 séries inégales, un limbe glabre ou pubescent.
- La grappe est très grosse, tronconique, compacte et ailée. Les baies sont très grosses, arrondies et vert-dorées.

## Aptitudes culturales
La maturité est de troisième époque: 30  jours après le chasselas.

### Culturale
Le cépage est vigoureux et productif. Il donne selon les sols et type de vins de 50 à 70 hl/ha en dans les coteaux  à près de 250  hl/ha dans les bonnes terres en zone de plaine. L’aramon blanc est généralement conduit en gobelet à taille courte. 

### Sensibilité aux maladies
Il est très sensible à l'excoriose, au mildiou, à la pourriture grise et aux  vers de la grappe, mais assez résistant à l'oïdium. 

### Technologique
Il donne un vin plat, sans finesse ni arômes.